# قراءة (القرآن)
القراءة عند القراء هي أن يقرأ القرآن سواء كانت القراءة تلاوة بأن يقرأ متتابعًا أو أداءً بأن يأخذ من المشايخ ويقرأ. وقسّم القراء أحوال الإسناد إلى قراءة ورواية وطريق ووجه.
فالخلاف إن كان لأحد الأئمة السبعة أو العشرة أو نحوهم واتفقت عليه الروايات والطرق عنه فهو قراءة، وإن كان للراوي عنه فهو رواية، وإن كان لمن بعده فنازلًا فطريق أو لا على هذه الصفة مما هو راجع إلى تخيير القارئ فوجه.
وقراءات القرآن أو علم القراءات في الإصطلاح هو مذهب يذهب إليه إمام من أئمة القراء، مخالفًا به غيره في النطق بالقرآن الكريم مع اتفاق الروايات والطرق عنه، سواء أكانت هذه المخالفة في نطق الحروف أم في نطق هيئاتها. هذا التعريف يعرف القراءة من حيث نسبتها للإمام المقرئ كما ذكرنا من قبل؛ أما الأصل في القراءات فهو النقل بالإسناد المتواتر إلى النبي ﷺ والمقرئ هو العالم بالقراءات، التي رواها مشافهةً بالتلقي عن أهلها إلى أن يبلغ النبي ﷺ.

## القراءات

### لغة
القراءة لغةً مصدر مفرد وجمعها قراءات، وقرأ الكتاب قراءة قُرءانًا (بالضم) وقرأ الشيء قرآنًا (بالضم) أيضًا جمعه وضمه، ومنه سمي القرآن لأنه يجمع السور ويضمها، وقوله تعالى: ﴿إِنَّ عَلَيۡنَا جَمۡعَهُۥ وَقُرۡءَانَهُۥ ۝١٧﴾ [القيامة:17] أي قراءته وفلان قرأ عليك السلام وأقرأك السلام بمعنى، وجمع القارئ قرأة مثل كافر وكفرة، والقُراء بالضم والمد المتنسك وقد يكون جمع قارئ. مختار الصحاح.

### ضابط القراءة المقبولة
لقد ضبط علماء القراءات القراءة المقبولة بقاعدة مشهورة متفق عليها بينهم، وهي:
| قراءة (القرآن) | كل قراءة وافقت العربية ولو بوجه، ووافقت رسم أحد المصاحف ولو احتمالًا، وتواتر سندها، فهي القراءة الصحيحة. | قراءة (القرآن) |

يتبين من هذا الضابط ثلاثة شروط هي:…
- الشرط الأول: موافقة العربية ولو بوجه:

ومعنى هذا الشرط أن تكون القراءة موافقة لوجه من وجوه النحو، ولو كان مختلفًا فيه اختلافًا لا يضر مثله، فلا يصح مثلًا الاعتراض على قراءة حمزة: ﴿وَٱتَّقُواْ ٱللَّهَ ٱلَّذِی تَسَاۤءَلُونَ بِهِۦ وَٱلۡأَرۡحَامَۚ﴾ [النساء:1] بجر الأرحام.
- الشرط الثاني: موافقة خط أحد المصاحف ولو احتمالًا:

وذلك أن النطق بالكلمة قد يوافق رسم المصحف تحقيقًا إذا كان مطابقًا للمكتوب، وقد يوافقه احتمالًا أو تقديرًا باعتبار ما عرفنا أن رسم المصحف له أصول خاصة تسمح بقراءته على أكثر من وجه.
مثال ذلك: ﴿مَـٰلِكِ يَوۡمِ ٱلدِّينِ ۝٤﴾ [الفاتحة:4] رسمت ﴿مَـٰلِكِ﴾ [الفاتحة:4] بدون ألف في جميع المصاحف، فمن قرأ: (ملك يوم الدين) بدون ألف فهو موافق للرسم تحقيقًا، ومن قرأ: {مالك} فهو موافق تقديرًا، لحذف هذه الألف من الخط اختصارًا.
- الشرط الثالث: تواتر السند:

وهو أن تعلم القراءة من جهة راويها ومن جهة غيره ممن يبلغ عددهم التواتر في كل طبقة.

### أنواع القراءات حسب أسانيدها
لقد قسم علماء القراءة القراءات بحسب أسانيدها إلى ستة أقسام:
- الأول: المتواتر: وهو ما نقله جمع غفير لا يمكن تواطؤهم على الكذب عن مثلهم إلى منتهى السند، وهذا النوع يشمل القراءات العشر المتواترات.
- الثاني: المشهور: وهو ما صح سنده ولم يخالف الرسم ولا اللغة واشتهر عند القراء، فلم يعدوه من الغلط ولا من الشذوذ، وهذا تصح القراءة به، ولا يجوز رده، ولا يحل إنكاره.
- الثالث: الآحاد: وهو ما صح سنده وخالف الرسم أو العربية، أو لم يشتهر الاشتهار المذكور، وهذا لا يجوز القراءة، مثل ما روى على (رفارف حضر وعباقري حسان)، والصواب الذي عليه القراءة: ﴿رَفۡرَفٍ خُضۡرࣲ وَعَبۡقَرِیٍّ حِسَانࣲ﴾ [الرحمن:76].
- الرابع: الشاذ: وهو ما لم يصح سنده ولو وافق رسم المصحف والعربية، مثل قراءة: (ملك يوم الدين)، بصيغة الماضي في (ملك) ونصب (يوم) مفعولًا.
- الخامس: الموضوع: وهو المختلق المكذوب.
- السادس: ما يشبه المدرج من أنواع الحديث، وهو ما زِيد في القراءة على وجه التفسير.

وهذه الأنواع الأربعة الأخيرة لا تحل القراءة بها، ويعاقب من قرأ بها على جهة التعبير.

## القراءات المتواترة
من الضروري والطبيعي أن يشتهر في كل عصر جماعة من القراء، في كل طبقة من طبقات الأمة، يتفقون في حفظ القرآن، وإتقان ضبط أدائه والتفرغ لتعليمه، من عصر الصحابة، ثم التابعين، وأتباعهم وهكذا.
ولقد تجرد قوم للقراءة والأخذ، واعتنوا بضبط القراءة أتم عناية حتى صاروا في ذلك أئمة يقتدى بهم ويرحل إليهم، ويؤخذ عنهم.

### القراء حسب المدن
- المدينة: أبو جعفر يزيد بن القعقاع، ثم شيبة بن نصاح، ثم نافع بن عبد الرحمن بن أبي نعيم.
- مكة: عبد الله بن كثير، وحميد بن قيس الأعرج، ومحمد بن محيصن.
- الكوفة: يحيى بن وثاب، وعاصم بن أبي النجود الأسدي، وسليمان الأعمش، ثم حمزة بن حبيب الزيات، ثم الكسائي أبو الحسن علي بن حمزة.
- البصرة: عبد الله بن أبي إسحاق، وعيسى بن عمر، وأبو عمرو بن العلاء، ثم عاصم الجحدري، ثم يعقوب الحضرمي.
- الشام: عبد الله بن عامر اليحصبي، وعطية بن قيس الكلابي، وإسماعيل بن عبيد الله بن المهاجر، ثم يحيى بن الحارث الذماري، ثم شريح بن زيد الحضرمي.

### القراءات السبع والعشر
جاء الإمام أحمد بن موسى بن العباس المشهور بابن مجاهد المتوفى سنة (324هـ) فأفرد القراءات السبع المعروفة، فدونها في كتابه: القراءات السبع فاحتلت مكانتها في التدوين، وأصبح علمها مفردًا يقصدها طلاب القراءات.
وقد بنى اختياره هذا على شروط عالية جدًّا، فلم يأخذ إلا عن الإمام الذي اشتهر بالضبط والأمانة، وطول العمر في ملازمة الإقراء، مع الاتفاق على الأخذ منه، والتلقي عنه، فكان له من ذلك قراءات هؤلاء السبعة، وهم:
- نافع بن عبد الرحمن بن أبي نعيم المدني، المتوفى سنة (169هـ).
- عبد الله بن كثير الداري المكي، (45-120 هـ).
- أبو عمرو بن العلاء البصري، (70-154 هـ).
- عبد الله بن عامر اليحصبي الشامي (21-118 هـ).
- عاصم بن أبي النجود الأسدي الكوفي، المتوفى سنة (127هـ).
- حمزة بن حبيب الزيات الكوفي، (80-156 هـ).
- أبو الحسن علي بن حمزة الكسائي النحوي الكوفي، المتوفى سنة (189هـ).

ولم تكن هذه القراءات هي كلها بل هذه القراءات التي حددها ابن مجاهد لأنها وافقت الشروط التي وضعها.
ولكل قارئ راويان يرويان عنه، فنافع المدني رواته: قالون وورش، والمكي: قنبل والبزي، والشامي: هشام وابن ذكوان، وعاصم: حفص وشعبة، والبصري: الدوري البصري والسوسي، وحمزة: خلف وخلاد، والكسائي: الدوري الكسائي وأبى الحارث. وقد تابع العلماء البحث لتحديد القراءات المتواترة، حتى استقر الاعتماد العلمي، واشتهر على زيادة ثلاث قراءات أخرى، أضيفت إلى السبع، أضافها الإمام محمد الجزري، فأصبح مجموع المتواتر من القراءات عشر قراءات، وهذه القراءات الثلاث هي قراءات هؤلاء الأئمة:
- أبو جعفر يزيد بن القعقاع المدني، المتوفى سنة (130هـ).
- يعقوب بن إسحاق الحضرمي البصري، المتوفى سنة (205هـ).
- خلف بن هشام، المتوفى سنة (229 هـ).

وهنالك قراءات أخرى شاذة لا يصح التعبد بها لكنه يستدل بها أحيانًا من الناحية اللغوية وهذه القراءات اشتهر منها أربع والكثير غيرها موجود في بطون الكتب.

## القراءات الشاذة
وهي القراءات التي فقدت واحدًا من أركان القراءة المقبولة أو أكثر، وهذه أنواع عديدة ولكل نوع حكم، والقراء الأربعة الذين أشهرهم ابن الجزري بالقراءات الشاذة ليسوا وحدهم المختصون بنقل هذه القراءات، بل إنها واردة عن كثيرين لكن لم يبرزهم أحد، وظهرت مؤخرًا دراسة أفردت القراءات الشاذة عن القراء العشرة في مصنف واحد تحت اسم معجم القراءات الشاذة عن القراء العشرة.

## القراءات وعلاقتها بالأحرف السبعة

### بيانالأحرف السبعةفي الحديث النبوي
في الحديث عن عمر بن الخطاب قال: "‌سَمِعْتُ ‌هِشَامَ ‌بْنَ ‌حَكِيمِ يَقْرَأُ سُورَةَ الْفُرْقَانِ فِي حَيَاةِ رَسُولِ اللَّهِ صلى الله عليه وسلم، فَاسْتَمَعْتُ لِقِرَاءَتِهِ، فَإِذَا هُوَ يَقْرَأُ عَلَى حُرُوفٍ كَثِيرَةٍ لَمْ يُقْرِئْنِيهَا رَسُولُ اللَّهِ صلى الله عليه وسلم، فَكِدْتُ أُسَاوِرُهُ فِي الصَّلَاةِ، فَتَصَبَّرْتُ حَتَّى سَلَّمَ، فَلَبَّبْتُهُ بِرِدَائِهِ فَقُلْتُ: مَنْ أَقْرَأَكَ هَذِهِ السُّورَةَ الَّتِي سَمِعْتُكَ تَقْرَأُ؟ قَالَ: أَقْرَأَنِيهَا رَسُولُ اللَّهِ صلى الله عليه وسلم، فَقُلْتُ: كَذَبْتَ، فَإِنَّ رَسُولَ اللَّهِ صلى الله عليه وسلم قَدْ أَقْرَأَنِيهَا عَلَى غَيْرِ مَا قَرَأْتَ، فَانْطَلَقْتُ بِهِ أَقُودُهُ إِلَى رَسُولِ اللَّهِ صلى الله عليه وسلم، فَقُلْتُ: إِنِّي سَمِعْتُ هَذَا يَقْرَأُ بِسُورَةِ الْفُرْقَانِ عَلَى حُرُوفٍ لَمْ تُقْرِئْنِيهَا، فَقَالَ رَسُولُ اللَّهِ صلى الله عليه وسلم: (أَرْسِلْهُ، اقْرَأْ يَا هِشَامُ). فَقَرَأَ عَلَيْهِ الْقِرَاءَةَ الَّتِي سَمِعْتُهُ يَقْرَأُ، فَقَالَ رَسُولُ اللَّهِ صلى الله عليه وسلم: (كَذَلِكَ أُنْزِلَتْ). ثُمَّ قَالَ: (اقْرَأْ يَا عُمَرُ). فَقَرَأْتُ الْقِرَاءَةَ الَّتِي أَقْرَأَنِي، فَقَالَ رَسُولُ اللَّهِ صلى الله عليه وسلم: (كَذَلِكَ أُنْزِلَتْ، إِنَّ هَذَا الْقُرْآنَ أُنْزِلَ عَلَى سَبْعَةِ أَحْرُفٍ، فاقرؤوا مَا تَيَسَّرَ مِنْهُ).".
عن ابن عباس أن الرسول صلى الله عليه وسلم قال: «أقرأني جبريل على حرف، فلم أزل أستزيده، ويزيدني حتى انتهى إلى سبعة أحرف».
الأحرف جمع حرف، وله معانٍ كثيرة، جمع منها صاحب القاموس المحيط الفيروز آبادي ما يلي:
الحرف من كل شيء طرفه وشفيره وحده ومن الجبل أعلاه المحدد وواحد حروف التهجي والناقة الضامرة أو المهزولة أو العظيمة ومسيل الماء وآرام سود ببلاد سليم وعند النحاة ما جاء لمعنى ليس باسم ولا فعل كما ذكر في القرآن: ﴿وَمِنَ النَّاسِ مَنْ يَعْبُدُ اللَّهَ عَلَى حَرْفٍ فَإِنْ أَصَابَهُ خَيْرٌ اطْمَأَنَّ بِهِ﴾ [الحج:11] أي على وجه واحد كأن يعبده على السراء لا على الضراء أو على شك أو غير طمأنينة من أمره.
وقال صاحب القاموس في أحاديث الأحرف السبعة أنها سبع لغات من لغات العرب متفرقة في القرآن وأنسب المعاني للفظ الحرف هو الوجه وكلمة على في الحديث تدل على التوسعة والتيسير أي أن القارئ يمكنه أن يقرأ على سبعة أوجه يقرأ بأي حرف منها.

### تعريف الأحرف السبعة
لغة: الحرف في أصل كلام العرب معناه الطرف والجانب، وحرف السفينة والجبل جانبهما.
اصطلاحًا: سبعة أوجه فصيحة من اللغات والقراءات أنزل عليها القرآن الكريم ذلك الكتاب الحق الذي أنزل على رسول الله صلاة الله وسلامه عليه.

### الأحرف السبعة والقراءات السبع
دلت النصوص على أن المراد بالأحرف السبعة سبع لغات (أي لهجات باصطلاحنا المعاصر) نزل بها القرآن، والأحرف السبعة ليست هي القراءات السبع المشهورة، التي يظن البعض أنها الأحرف السبعة. وهذا يعده المختصون خطأ ناشئًا عن الخلط وعدم التمييز بين الأحرف السبعة والقراءات.
وهذه القراءات السبع إنما عرفت واشتهرت في القرن الرابع الهجري، على يد الإمام المقرئ ابن مجاهد الذي اجتهد في تأليف كتاب يجمع فيه قراءات بعض الأئمة المبرزين في القراءة، فاتفق له أن جاءت هذه القراءات سبعًا موافقة لعدد الأحرف، فلو كانت الأحرف السبعة هي القراءات السبع، لكان معنى ذلك أن يكون فهم أحاديث الأحرف السبعة، بل العمل بها أيضا متوقفًا حتى يأتي ابن مجاهد ويخرجها للناس وقد كثر تنبيه العلماء في مختلف العصور على التفريق بين القراءات السبع والأحرف السبعة، والتحذير من الخلط بينهما.

### حقيقة الأحرف السبعة
ذهب بعض العلماء إلى استخراج الأحرف السبعة باستقراء أوجه الخلاف الواردة في قراءات القرآن كلها صحيحها وسقيمها، ثم تصنيف هذه الأوجه إلى سبعة أصناف، بينما عمد آخرون إلى التماس الأحرف السبعة في لغات العرب، فتكون بذلك مذهبان رئيسيان، نذكر نموذجًا عن كل منهما فيما يلي:
- المذهب الأول: مذهب استقراء أوجه الخلاف في لغات العرب، وفي القراءات كلها ثم تصنيفها، وقد تعرض هذا المذهب للتنقيح على يد أنصاره الذين تتابعوا عليه، ونكتفي بأهم تنقيح وتصنيف لها فيما نرى، وهو تصنيف الإمام أبي الفضل عبد الرحمن الرازي، حيث قال: «إن كل حرف من الأحرف السبعة المنزلة جنس ذو نوع من الاختلاف».

أحدها: اختلاف أوزان الأسماء من الواحدة، والتثنية، والجموع، والتذكير، والمبالغة. ومن أمثلته: ﴿وَٱلَّذِينَ هُمۡ لِأَمَـٰنَـٰتِهِمۡ وَعَهۡدِهِمۡ رَ ٰعُونَ ۝٨﴾ [المؤمنون:8]، وقرئ: {لأماناتهم} بالإفراد.
ثانيها: اختلاف تصريف الأفعال وما يسند إليه، نحو الماضي والمستقبل، والأمر، وأن يسند إلى المذكر والمؤنث، والمتكلم والمخاطب، والفاعل، والمفعول به. ومن أمثلته: ﴿فَقَالُواْ رَبَّنَا بَـٰعِدۡ بَيۡنَ أَسۡفَارِنَا﴾ [سبأ:19] بصيغة الدعاء، وقرئ: {ربنا باعد} فعلًا ماضيًا.
ثالثها: وجوه الإعراب. ومن أمثلته: ﴿وَلَا يُضَاۤرَّ كَاتِبࣱ وَلَا شَهِيدࣱۚ﴾ [البقرة:282] قرئ بفتح الراء وضمها. وقوله: ﴿ذُو ٱلۡعَرۡشِ ٱلۡمَجِيدُ ۝١٥﴾ [البروج:15] برفع {المجيد} وجره.
رابعها: الزيادة والنقص، مثل: ﴿وَمَا خَلَقَ ٱلذَّكَرَ وَٱلۡأُنثَىٰۤ ۝٣﴾ [الليل:3] قرئ: {الذكر والأنثى}.
خامسها: التقديم والتأخير، مثل،﴿فَيَقۡتُلُونَ وَيُقۡتَلُونَۖ﴾ [التوبة:111] وقرئ: {فَيُقْتَلُون ويَقْتُلُون} ومثل: ﴿وَجَاۤءَتۡ سَكۡرَةُ ٱلۡمَوۡتِ بِٱلۡحَقِّۖ﴾ [ق:19]، قرئ: {وجاءت سكرة الحق بالموت}.
سادسها: القلب والإبدال في كلمة بأخرى، أو حرف بآخر، مثل: ﴿وَٱنظُرۡ إِلَى ٱلۡعِظَامِ كَيۡفَ نُنشِزُهَا﴾ [البقرة:259] بالزاي، وقرئ: {ننشرها} بالراء.
سابعها: اختلاف اللغات: مثل ﴿هَلۡ أَتَىٰكَ حَدِيثُ مُوسَىٰۤ ۝١٥﴾ [النازعات:15] بالفتح والإمالة في: {أتى} و{موسى} وغير ذلك من ترقيق وتفخيم وإدغام
فهذا التأويل مما جمع شواذ القراءات ومشاهيرها ومناسيخها على موافقة الرسم ومخالفته، وكذلك سائر الكلام لا ينفك اختلافه من هذه الأجناس السبعة المتنوعة.
- المذهب الثاني: أن المراد بالأحرف السبعة لغات من لغات قبائل العرب الفصيحة.

وذلك لأن المعنى الأصلي للحرف هو اللغة، فأنزل القرآن على سبع لغات مراعيًا ما بينها من الفوارق التي لم يألفها بعض العرب، فأنزل الله القرآن بما يألف ويعرف هؤلاء وهؤلاء من أصحاب اللغات، حتى نزل في القرآن من القراءات ما يسهل على جل العرب إن لم يكن كلهم، وبذلك كان القرآن نازلًا بلسان قريش والعرب.
فهذان المذهبان أقوى ما قيل، وأرجح ما قيل في بيان المراد من الأحرف السبعة التي نزل بها القرآن.

### أهمية الأحرف السبعة والقراءات
الأحرف السبعة والقراءات ظاهرة هامة جاء بها القرآن من نواحٍ لغوية وعلمية متعددة، وفيما يلي موجز عنها بحسب ما قرره علماء القراءات:
1- زيادة فوائد واستيضاح معانٍ جديدة من القرآن:
ذلك أن تعدد التلاوة من قراءة إلى أخرى، ومن حرف لآخر قد تفيد معنًى جديدًا، مع الإيجاز بكون الآية واحدة.
ومن أمثلة ذلك آية الوضوء: ﴿فَٱغۡسِلُواْ وُجُوهَكُمۡ وَأَيۡدِيَكُمۡ إِلَى ٱلۡمَرَافِقِ وَٱمۡسَحُواْ بِرُءُوسِكُمۡ وَأَرۡجُلَكُمۡ إِلَى ٱلۡكَعۡبَيۡنِۚ﴾ [المائدة:6]، قرئ: {وأرجلكم} بالنصب عطفًا على المغسولات السابقة، فأفاد وجوب غسل القدمين في الوضوء، وقرئ بالجر، فقيل: هو جر على المجاورة، وقيل: هو بالجر لإفادة المسح على الخفين، وهو قول جيد.
2- إظهار فضيلة الأمة الإسلامية وقرآنها:
وذلك أن كل كتاب تقدم نزوله على القرآن، فإنما نزل بلسان واحد، وأنزل القرآن بألسن سبعة بأيها قرأ القارئ كان تاليًا لما نزل في القرآن.

## مؤلفات في علم القراءات
- القراءات الشاذة الواردة عن القراء العشرة منزلتها وأثرها في توجيه المعنى التفسيري وترجيحه د. مجتبى الكناني - (للتحميل)(جامعة أم القرى رقم15824)
- الإمام أبو القاسم الشاطبي ودراسة عن قصيدته حرز الأماني - (للتحميل)
- البيان في عد آي القرآن - (للتحميل)
- مخالفات النساخ ولجان المراجعة والتصحيح لمرسوم المصحف الإمام - (للتحميل)
- فن الترتيل وعلومه - (للتحميل)
- إعراب القراءات السبع وعللها، تأليف أبي عبد الله الحسين بن أحمد بن خالويه - (للتحميل)
- الإمالة والتفخيم في القراءات القرآنية حتى القرن الرابع الهجري دراسة مع تحقيق كتاب: الاستكمال لابن غلبون - (للتحميل)
- الجعبري ومنهجه في كنز المعاني شرح حرز الأماني وجه التهاني مع تحقيق نموذج من الكنز، - (للتحميل)
- القراءت الشاذة وتوجيهها النحوي - (للتحميل)
- السبع في القراءات لابن مجاهد - (للتحميل)
- المكشاف عما بين القراءات العشر من خلاف تأليف د. أحمد محمد إسماعيل البيلي - (للتحميل)
- كتاب معاني القراءات لأبي منصور الأزهري محمد بن أحمد، - (للتحميل)
- جمال القراء وكمال الإقراء تأليف أبي الحسن علم الدين على بن محمد السخاوي - (للتحميل)
- الوقف على كلا وبل في القرآن - (للتحميل)
- ما انفرد به القراء السبع وتوجيهه في النحو - (للتحميل)
- موقف اللغويين من القراءات الشاذة - (للتحميل)
- لطائف الإشارات في فنون القراءات، المؤلف: القسطلاني - (للتحميل)
- تمكين المد في «آتى» و«آمن» و«آدم» وشبهه لمكي بن أبي طالب القيسي - (للتحميل)
- اللامات دراسة نحوية شاملة في ضوء القراءات القرآنية - (للتحميل)
- القواعد والإشارات في أصول القراءات تأليف القاضي أحمد بن عمر بن محمد الحموي - (للتحميل)
- القراءات القرآنية في ضوء علم اللغة الحديث تأليف د. عبد الصبور شاهين - (للتحميل)
- القرءات القرآنية بين العربية والأصوات اللغوية منهج لساني معاصر - (للتحميل)
- الجوانب الصوتية في كتب الاحتجاج للقراءات - (للتحميل)
- الإدغام الكبير للداني - (للتحميل)

## نقلة القراءات من الصحابة
الصحابة الذين نقل القراء العشرة قراءتهم عنهم: عثمان بن عفان وعلي بن أبي طالب وعبد الله بن مسعود وأبي بن كعب وزيد بن ثابت وأبو الدرداء وأبو موسى الأشعري. قال الذهبي في معرفة القراء الكبار: «فهؤلاء الذين بلغنا أنهم حفظوا القرآن في حياة النبي ()، وأُخِذَ عنهم عرضًا، وعليهم دارت أسانيد قراءة الأئمة العشرة. وقد جمع القرآن غيرهم من الصحابة كمعاذ بن جبل وأبي زيد وسالم مولى أبي حذيفة وعبد الله بن عمر وعتبة بن عامر، ولكن لم تتصل بنا قراءتهم. فلهذا اقتصرت على هؤلاء السبعة».
قال الزركشي في «البرهان»: «قال أبو عمرو الداني في المقنع: أكثر العلماء على أن عثمان بن عفان لما كتب المصاحف جعله على أربع نسخ وبعث إلى كل ناحية واحدًا، الكوفة والبصرة والشام وترك واحدًا عنده. وقد قيل: أنه جعله سبع نسخ وزاد إلى مكة وإلى اليمن وإلى البحرين. قال: والأول أصح وعليه الأئمة». ويقول السيوطي في «الإتقان»: «اُختُلف في عدة المصاحف التي أَرسلَ بها عثمان بن عفان إلى الآفاق. والمشهور أنها خمسة. وأخرج ابن أبي داود من طريق حمزة الزيات قال: أرسلَ عثمان أربعة مصاحف. قال أبو داود: وسمعت أبا حاتم السجستاني يقول: كتب سبعة مصاحف فأرسل إلى مكة، والشام، وإلى اليمن، وإلى البحرين، وإلى البصرة، وإلى الكوفة، وحبس بالمدينة واحدًا».
ولم يكتف عثمان بن عفان بإرسال المصاحف إلى الأمصار، وإنما بعث مع كل مصحف واحدًا من الصحابة أو التابعين يقرئ من أرسل إليهم المصحف. وغالبًا ما كانت قراءة هذا الصحابي توافق ما كتب به المصحف. فقيل أنه أمر زيد بن ثابت أن يقرئ بالمدني، وبعث عبد الله بن السائب مع المكي، والمغيرة بن أبي شهاب مع الشامي، وأبا عبد الرحمن السلمي مع الكوفي، وعامر بن عبد قيس مع البصري. وهذا – لو صح – يرجح الرواية التي تنص على أن النسخ كانت خمسة لا سبعة.

## هل يشترط التواتر لكل قراءة؟
تواتر الأحرف التي تفردت بها بعض القراءات محل خلاف بين العلماء. وأما علماء السلف فلم يتعرضوا لقضية التواتر أصلًا. وهذا شيء مهم، فإذا لم ينص علماء السلف على تواتر بعض الأحرف التي شذ بها حفص، فلا يقبل من متأخر أن يدعي تواترها إلا بالدليل الصريح، وهو متعذر. وقد اختلف العلماء من بعدهم في مسألة التواتر إلى خمسة أقوال:
1. القراءات ليست متواترة بل هي آحاد. وهو قول المعتزلة.
2. القراءات العشر فيها المتواتر، وغيره. وهو رأي الشوكاني في «إرشاد الفحول»، وهو الصواب إن شاء الله. وقد نقله ابن الجزري في «النشر» عن الأئمة.
3. أنها متواترة فيما ليس من قبيل الأداء. وهو قول ابن الحاجب وقد تبعه بعض الأصوليين، وهو ما صححه ابن خلدون في «المقدمة».
4. القراءات السبع متواترة عن القراء لا عن النبي (). وهو قول الزركشي في «البرهان»، وأبي شامة في «المرشد»، ونُقِلَ عن الطوفي.
5. الخامس: القراءات العشر متواترة إِلى رسول الله (). وهو قول أكثر المتأخرين.
واشترط مكي بن أبي طالب في «الإبانة عن معاني القراءات» في وجه صحة القراءة: «أن ينقل عن الثقات إلى النبي ()، ويكون وجهه في العربية التي نزل بها القرآن شائعًا، ويكون موافقًا لخط المصحف». وقال كذلك: «وإنما الأصل الذي يعتمد عليه في هذا: أن ما صح سنده، واستقام وجهه في العربية، ووافق خط المصحف، فهو من السبعة المنصوص عليها، ولو رواه سبعون ألفًا متفرقين أو مجتمعين. فهذا هو الأصل الذي بنى عليه في قبول القراءات».
وهكذا نرى أن الفكر الذي كان يشيع في القرون الأربعة الأولى لا يشترط التواتر في سند القراءة المقبولة، لكن يشترط صحة السند فقط. وبهذا استدل أبو القاسم النويري (شارح الطيبة)، وعلي النوري الصفاقسي (صاحب «غيث النفع في القراءات السبع») ومن تبعهما، على أن مكياً ممن يرون «صحة السند» لا «التواتر» شرطًا في قبول القراءة. لكنه يشترط موافقة الشائع من اللغة العربية، وهذا فيه نظر.
إذ نجد الداني يعتبر القراءة سنة لا تخضع لمقاييس لغوية، وإنما تعتمد الأثر والرواية فحسب. فلا يردها قياس، ولا يقرّبها استعمال. فيقول: «وأئمة القراء لا تعمل في شيء من حروف القرآن على الأفشى في اللغة، والأقيس في العربية، بل على الأثبت في الأثر، والأصح في النقل. وإذا ثبتت الرواية لم يردّها قياس عربية، ولا فشو لغة. لأن القراءة سنة متبعة، يلزم قبولها والمصير إليها». وما أبداه الداني لا يخلو من نظر أصيل؛ إذ القراءة إذا كانت مشهورة صحيحة السند، فهي تفيد القطع، ولا معنى لتقييد القطع بقياس أو عربية. فالعربية إنما تصحح في ضوء القرآن، ولا يصحح القرآن في ضوء العربية. والنحويون يحتجون بأبيات شعر جاهلي يرويه أعراب مجاهيل. فما بالك بما ثبت أن الرسول () قد قرأ به؟ أما موافقة رسم المصحف العثماني (ولو احتمالًا) فهذا محل إجماع تقريبًا. لأن ما خالف رسم مصحف عثمان، ليس من العرضة الأخيرة.
قال أبو شامة في كتابه «المرشد الوجيز»: «ما شاع على ألسنة جماعة من متأخري المقرئين وغيرهم، من أن القراءات السبع متواترة. ونقول به فيما اتفقت الطرق على نقله عن القراء السبع، دون ما اختُلِفَ فيه. بمعنى أنه نفيت نسبته إليهم في بعض الطرق. وذلك موجود في كتب القراءات، لا سيما كتب المغاربة والمشارقة، فبينهما تباين في مواضع كثيرة. والحاصل أنّا لا نلتزم التواتر في جميع الألفاظ المختلف فيها بين القراء. أي بل منها المتواتر، وهو ما اختلفت السابق على نقله عنهم. وغير المتواتر، وهو ما اختلف فيه بالمعنى السابق. وهذا بظاهره يتناول ما ليس من قبيل الأداء، وما هو بقبيله».
قال الزركشي في «البرهان» عن القراءات السبعة: «أما تواترها عن النبي ()، ففيه نظر. فإن إسناد الأئمة السبعة بهذه القراءات السبعة موجود في كتب القراءات، وهي نقل الواحد عن الواحد، ولم تكمل شروط التواتر في استواء الطرفين والواسطة. وهذا شيء موجود في كتبهم. وقد أشار الشيخ شهاب الدين أبو شامة في كتابه «المرشد الوجيز» إلى شيء من ذلك».
قال الإِمام ابن الجزري في «النشر»: «كل قراءة وافقت العربية – ولو بوجه –، ووافقت أحد المصاحف العثمانية – ولو احتمالًا –، وصح سندها: فهي القراءة الصحيحة التي لا يجوز ردها ... هذا هو الصحيح عند الأئمة». ثم قال --: «وقولنا «صح سندها»: إِنما نعني به أن يروي العدل الضابط عن مثله كذا حتى تنتهي. وتكون مع ذلك مشهورة – عند أئمة هذا الشأن الضابطين له – غير معدودة عندهم من الغلط أو مما شذ بها بعضهم. وقد شرط بعض المتأخرين التواتر في هذا الركن، ولم يكتف فيه بصحة السند. وزعم أن القرآن لا يثبت إِلا بالتواتر، وأن مجيء الآحاد لا يثبت به قرآن. وهذا لا يخفى ما فيه. وإذا اشترطنا التواتر في كل حرف من حروف الخلاف، انتفى كثير من أحرف الخلاف الثابت عن هؤلاء الأئمة السبعة وغيرهم. ولقد كنت أجنح إلى هذا القول، ثم ظهر فساده». هذا ما ذكره الإِمام في نشره، وأجمله في نظمه الموسوم بـ«طيبة النشر في القراءات العشر» حيث قال:
فكل ما وافق وجه نحوى * وكان للرسم احتمالًا يحوى
وصح إسنادًا هو القرآن * فهذه الثلاثة الأركان
وحيثما يختل ركن أثبت * شذوذه لو أنه في السبعة
وقد تحرر لجلال الدين السيوطي مع المقارنة فيما كتبه ابن الجزري في «النشر»، أن القراءات أنواع:
- الأول: المتواتر، وهو ما نقله جمع لا يمكن تواطؤهم على الكذب، عن مثلهم إلى منتهاه، وغالب القراءات كذلك.
- الثاني: المشهور، وهو ما صح سنده، ولم يبلغ درجة التواتر، ووافق العربية والرسم واشتهر عند القراء.
- الثالث: الآحاد، وهو ما صح سنده، وخالف الرسم أو العربية، أو لم يشتهر بالاشتهار المذكور، ولا يقرأ به.
- الرابع: الشاذ، وهو ما لم يصح سنده.
- الخامس: الموضوع.
- السادس: ما زيد في القراءات على وجه التفسير.

قال ابن الجزري: «ونحن ما ندعي التواتر في كل فرْدٍ مما انفرد به بعض الرواة أو اختص ببعض الطرق. لا يدّعي ذلك إلا جاهل لا يعرف ما التواتر؟ وإنما المقروء به عن القراء العشرة على قسمين: متواتر، وصحيح مستفاض متلقى بالقبول، والقطع حاصل بهما».
وقال الشوكاني في «إرشاد الفحول»: «وقد ادُّعِيَ تواتر كل واحدة من القراءات السبع، وهي قراءة أبي عمرو ونافع وعاصم وحمزة والكسائي وابن كثير وابن عامر. وادعي أيضًا تواتر القراءات العشر، وهي هذه مع قراءة يعقوب وأبي جعفر وخلف. وليس على ذلك أثارة من علم! فإن هذه القراءات كل واحدة منها منقولة نقلًا آحاديًّا، كما يعرف ذلك من يعرف أسانيد هؤلاء القراء لقراءاتهم. وقد نقل جماعة من القراء الإجماع على أن في هذه القراءات ما هو متواتر وفيها ما هو آحاد، ولم يقل أحد منهم بتواتر كل واحدة من السبع فضلًا عن العشر، وإنما هو قول قاله بعض أهل الأصول. وأهل الفن أخبر بفنهم».
فالذي عليه المحققون أنه لا يشترط التواتر لأنه لا دليل على اشتراطه، ولأن النبي () كان يبعث آحاد الصحابة لتعليم القرآن، وكانوا يسمعون الآية من الصحابي فيعملون بها ويقرءون بها في صلواتهم. وكذلك لا تشترط موافقة القراءة الصحيحة الثابتة للمشهور في اللغة العربية. فقد نزل القرآن بسبعة ألسن. وليس بالضرورة أن تكون هذه الألسن السبعة كلها مشهورة عندنا. وما اشتهر عند قبيلة، قد لا يشتهر عند أخرى. والله أعلم.

## أسانيد القراءات
إن أسانيد القراءات تنقسم حاليًا إلى أربعة أجزاء:
- الجزء الأول: من المعاصرين إلى ابن الجزري. وهذا متواتر بلا شك. فأسانيد العالم الإسلامي إلى ابن الجزري اليوم بالآلاف. ولكن يظل لدينا إشكال، وهو أن ابن الجزري شخص واحد، وجميع أسانيد القراءات العشرة المتصلة بالسماع والعرض اليوم تلتقي عند ابن الجزري ثم يبدأ تفرعها من عنده أيضًا، فكيف تكون متواترة في طبقة ابن الجزري؟ وحل هذا الإشكال من وجهين:

1) أن تلاميذ ابن الجزري وهم كثيرون قد قرءوا بالقراءات العشر على غير ابن الجزري، كما هو مدون في تراجمهم. ولو أن ابن الجزري شذ بشيء غير معروف عن غيره، لما قبلوه منه. فالإسناد – وإن اكتفي فيه تخفيفًا بذكر ابن الجزري لشهرته وإمامته وعلو سنده – إلا أنه كان معه معاصرون له كثر قرءوا على شيوخه بما قرأ هو به. وهؤلاء المعاصرون لهم تلاميذ كثيرون تتفرع عنهم أسانيد عديدة تبلغ حد التواتر.
2) أن كتب القراءات المسندة لها أسانيد عديدة مبثوثة في الأثبات الحديثية تبلغ حد التواتر من غير طريق ابن الجزري. وهذه الأسانيد – وإن كانت بالإجازة المجردة عن السماع – إلا أنها مع انضمامها إلى الإسناد المتصل بالسماع المار بابن الجزري، تزيده قوة إلى قوته.
- الجزء الثاني: من ابن الجزري إلى أصحاب الكتب المسندة في القراءات العشر كلها أو ست أو سبع أو ثماني قراءات منها أو أقل أو أكثر، مثل كتاب التيسير للداني وكتاب الكامل للهذلي وكتاب الكفاية لسبط الخياط وكتاب الروضة لابن المعدل وكتاب المصباح للشهرزوري وأمثالها. وهذا القسم متواتر أيضًا على أساس أن ابن الجزري له أكثر من ألف إسناد في القراءات. وهذه الأسانيد ترجع إلى أكثر من خمسين كتابًا مسندًا في القراءات العشر، كل كتاب منها قرأ ابن الجزري بما تضمنه من القراءات على العشرات من شيوخه بأسانيدهم إلى مؤلفي هذه الكتب. وتفصيل ذلك موجود في كتاب النشر في القراءات العشر.
- الجزء الثالث: من مؤلفي الكتب المسندة إلى الرواة العشرين عن القراء العشرة (كل قارئ من العشرة عنه راويان) وهذا متواتر أيضًا؛ لأن كتب القراءات المسندة – كما ذكرنا – أكثر من خمسين كتابًا، ولكل كتاب منها عدة أسانيد إلى كل راوٍ من الرواة العشرين، تصل هذه الأسانيد إلى حد التواتر كما يستفاد من الكتب نفسها. وقد حقق اليوم الكثير من هذه الكتب التي هي أصول النشر، ووجد لها العديد من النسخ المخطوطة النفيسة، وهذه الكتب هي الأصول التي استقى ابن الجزري منها مادته في النشر.
- الجزء الرابع: من الرواة العشرين إلى النبي (). وهذا الجزء: منه ما توافق فيه الرواة العشرون أو مجموعة منهم يبلغون حد التواتر، فهذا لا إشكال فيه. وأكثر القرآن – بحمد الله – لا ينفرد فيه راوٍ، بل يوافقه غيره من الرواة العشرين عن القراء العشرة. ومنه ما انفرد فيه راو أو عدد من الرواة لا يبلغ حد التواتر، وهو محل الإشكال...

فأحيانًا ينفرد راوٍ من هؤلاء الرواة العشرين بحرف، كانفراد حفص عن عاصم بقراءة قول القرآن: ﴿سَوۡفَ يُؤۡتِيهِمۡ أُجُورَهُمۡۚ﴾ [النساء:152] بالياء، بينما الرواة التسعة عشر الباقون قرءوا هذا الحرف بالنون {سوف نؤتيهم أجورهم}. أو ينفرد قارئ من العشرة بحرف، كانفراد يعقوب بضم هاء {نؤتيهم} في الآية المذكورة (النساء: 152). أو ينفرد راوٍ أو قارئ بأصل من الأصول، كانفراد البزي عن ابن كثير بتشديد التاءات في الفعل المضارع المحذوف إحدى التاءين تخفيفًا، نحو {وقبائل لتَّعارفوا}، {فتَّفرق بكم عن سبيله}، {ولا تَّجسسوا...} وأمثال ذلك. (والكلام السابق مأخوذ من الشيخ وليد بن إدريس وفقه الله).

## سبب الاقتصار على القراءات السبع
وقال مكي بن أبي طالب: كان الناس على رأس المئتين (200هـ) بالبصرة على قراءة أبي عمرو ويعقوب، بالكوفة على قراءة حمزة وعاصم، بالشام على قراءة ابن عامر، بمكة على قراءة ابن كثير، بالمدينة على قراءة نافع. واستمروا على ذلك. فلما كان على رأس الثلاثمئة (300هـ)، أثبت ابن مجاهد اسم الكسائي وحذف يعقوب. قال: والسبب في الاقتصار على السبعة – مع أن في أئمة القراء من هو أجل منهم قدرًا، ومثلهم أكثر من عددهم – أن الرواة عن الأئمة كانوا كثيرًا جدًّا. فلما تقاصرت الهمم، اقتصروا مما يوافق خط المصحف على ما يسهل حفظه وتنضبط القراءة به. فنظروا إلى من اشتهر بالثقة والأمانة، وطول العمر في ملازمة القراءة، والاتفاق على الأخذ عنه، فأفردوا من كل مصر إمامًا واحدًا. ولم يتركوا مع ذلك ما نقل مما كان عليه الأئمة غير هؤلاء من القراءات ولا القراءة به، كقراءة يعقوب وعاصم الجحدري وأبي جعفر وشيبة وغيرهم... انظر فتح الباري (9|31).

## أي القراءات أصح وأصوب؟
وهنا قد يتساءل المرء، أي القراءات أصح وأصوب؟ وهذا السؤال خطأ. ولعل الأصح قولًا: أيهن الأقوى تواترًا؟ فأقواهن تواترًا هي قراءة نافع المدني، ثم تليها قراءة ابن عامر الشامي وقراءة ابن كثير المكي. وهناك قراءات فيها خلاف، أعني أن بعض الناس ذمها وبخاصة قراءة حمزة وما تفرع عنها.
وأما ما زعمه البعض من أن انتشار رواية حفص عن عاصم هذه الأيام دليل على أنها أصح، فليس في هذا القول إثارة من علم. ولو كان صادقًا، لكانت انتشرت قبل العثمانيين بعصور طويلة. لكن الحقيقة معروفة.
فرواية حفص عن عاصم كانت رواية نادرة لم تنتشر ولا حتى بالكوفة، وإنما أخذ أهلها رواية عاصم عن أبي بكر. ثم لما ضنّ بها أبو بكر، اضطروا للأخذ بقراءة حمزة والكسائي رغم كراهيتهم لها، وما التفتوا لرواية حفص. ثم لو نظرنا في العالم الإسلامي لوجدنا أنه خلال مدة من الزمن سادت قراءتا أبي عمرو ونافع على العالم الإسلامي. ولم يكن لرواية حفص عن عاصم ذكر. ثم مع قدوم الدولة العثمانية اعتُمِدت رواية حفص.
- رواية حفص عن عاصم.
- رواية شعبة عن عاصم.
- رواية قالون عن نافع.
- رواية ورش عن نافع.
- رواية قنبل عن ابن كثير.
- رواية البزي عن ابن كثير.
- رواية الدوري عن أبي عمرو.
- رواية السوسي عن أبي عمرو.
- رواية هشام عن أبن عامر.
- رواية ابن ذكوان عن أبن عامر.
- رواية خلف عن حمزة.
- رواية خلاد عن حمزة.
- رواية الدوري عن الكسائي.
- رواية أبي الحارث عن الكسائي.
- رواية ابن وردان عن ابي جعفر.
- رواية ابن جماز عن ابي جعفر.
- رواية رويس عن يعقوب.
- رواية روح عن يعقوب.
- رواية اسحاق عن خلف.
- رواية ادريس عن خلف.